# Marin Premeru
Marin Premeru (Fiume, 20 agosto 1990) è un pesista e discobolo croato.

## Biografia
Il 6 aprile 2016 viene trovato positivo al GHRP-2 ad un test antidoping e squalificato quattro anni dalle competizioni fino al 12 maggio 2020.

## Palmarès
| Anno | Manifestazione          | Sede       | Evento           | Risultato | Misura  | Note |
| ---- | ----------------------- | ---------- | ---------------- | --------- | ------- | ---- |
| 2006 | Mondiali juniores       | Pechino    | Getto del peso   | 28º       | 16,54 m |      |
| 2006 | Mondiali juniores       | Pechino    | Lancio del disco | 12º       | 53,50 m |      |
| 2007 | Mondiali allievi        | Ostrava    | Getto del peso   | Argento   | 20,42 m |      |
| 2007 | Mondiali allievi        | Ostrava    | Lancio del disco | Argento   | 64,20 m |      |
| 2008 | Mondiali juniores       | Bydgoszcz  | Getto del peso   | Bronzo    | 19,93 m |      |
| 2008 | Mondiali juniores       | Bydgoszcz  | Lancio del disco | Argento   | 61,85 m |      |
| 2009 | Europei juniores        | Novi Sad   | Getto del peso   | 4º        | 19,40 m |      |
| 2009 | Europei juniores        | Novi Sad   | Lancio del disco | Bronzo    | 60,98 m |      |
| 2010 | Europei                 | Barcellona | Lancio del disco | 30º       | 58,03 m |      |
| 2011 | Europei under 23        | Ostrava    | Getto del peso   | Bronzo    | 18,83 m |      |
| 2011 | Europei under 23        | Ostrava    | Lancio del disco | 4º        | 58,93 m |      |
| 2012 | Europei                 | Helsinki   | Getto del peso   | 20º       | 18,71 m |      |
| 2013 | Europei indoor          | Göteborg   | Getto del peso   | 19º (q)   | 18,86 m |      |
| 2013 | Giochi del Mediterraneo | Mersin     | Getto del peso   | Argento   | 19,72 m |      |
| 2013 | Mondiali                | Mosca      | Getto del peso   | 25º (q)   | 18,71 m |      |
| 2014 | Europei                 | Zurigo     | Getto del peso   | 16º (q)   | 19,55 m |      |
| 2015 | Mondiali                | Pechino    | Getto del peso   | 23º (q)   | 19,33 m |      |

## Campionati nazionali
- 3 titoli nazionali assoluti nel getto del peso (2011/2013)
- 3 titoli nazionali assoluti indoor nel getto del peso (2010, 2012, 2014)
- 1 titolo nazionale assoluto nel lancio del disco (2009)
- 2 titoli nazionali assoluti invernali nel lancio del disco (2010/2011)